# Přestavlky (Olomouc)
Přestavlky (in tedesco Pschestawilk) è un comune della Repubblica Ceca facente parte del distretto di Přerov, nella regione di Olomouc.